# Gonodactylaceus
Gonodactylaceus is een geslacht van kreeftachtigen uit de klasse van de Malacostraca (hogere kreeftachtigen).

## Soorten
- Gonodactylaceus falcatus (Forskål, 1775)
- Gonodactylaceus glabrous (Brooks, 1886)
- Gonodactylaceus graphurus (Miers, 1875)
- Gonodactylaceus randalli (Manning, 1978)
- Gonodactylaceus ternatensis (de Man, 1902)